# La stranezza
Pour plus de détails, voir Fiche technique et Distribution.
La stranezza est une comédie dramatique italienne réalisée par Roberto Andò et sortie en 2022.
Situé dans les années 1920, ce film en costumes est une comédie aux personnages ironiques, dans laquelle le protagoniste Luigi Pirandello tombe un jour sur un couple de théâtreux amateurs engagés dans la production d'une pièce.

## Synopsis
1920. Luigi Pirandello retourne en Sicile à l'occasion de l'anniversaire de son ami Giovanni Verga ; arrivé dans son village natal de Girgenti, il découvre que sa vieille nourrice Maria Stella vient de mourir. L'auteur décide de lui organiser de somptueuses funérailles, pour lesquelles il engage Sebastiano (« Bastiano ») Vella et Onofrio (« Nofrio ») Principato, deux fossoyeurs singuliers. Ne le reconnaissant pas, les deux hommes lui révèlent qu'ils se sont lancés dans l'entreprise de monter un spectacle de théâtre amateur avec une troupe de village hétéroclite.
Pirandello, quant à lui, est tourmenté par les « fantômes » des personnages qu'il voudrait utiliser dans une nouvelle pièce, à laquelle il ne peut travailler en raison d'une grave crise créative, due notamment à la folie de sa femme. Les deux fossoyeurs, quant à eux, sont aux prises avec leurs situations familiales respectives : Nofrio fait un mariage malheureux avec la fille de son employeur, dont il a hérité de l'entreprise de pompes funèbres ; Bastiano, célibataire, est obsédé par l'idée de tenir sa sœur Santina à l'écart des hommes et trouve du réconfort auprès des prostituées de la maison close locale.
À tout cela s'ajoutent les tractations d'un secrétaire municipal (qui finira par retarder longtemps les funérailles de Maria Stella) et l'incompétence des acteurs improvisés de la compagnie. Au fur et à mesure que la pièce avance, Pirandello s'intéresse de plus en plus aux aventures rocambolesques des deux fossoyeurs, qui lui donnent une nouvelle inspiration.
Après bien des rebondissements, la représentation de la « Compagnia Filodrammatica Siciliana Principato e Vella » monte enfin sur la scène du Teatro di Santa Lucia, mais même la première, à laquelle Pirandello assiste en secret, est perturbée par une série de péripéties : d'abord, le secrétaire municipal croit se reconnaître dans le protagoniste de la pièce et interrompt pour la première fois la représentation pour protester (ce qui finit d'ailleurs par mettre en lumière ses propres méfaits). Plus tard, Fofò, l'un des acteurs secrètement amoureux de Santina, découvre que cette femme est au contraire la maîtresse de Nofrio, et que tous deux projettent de faire une fuitina ensemble ; Fofò donne des preuves de ce plan à Bastiano, qui entre dans une colère noire et affronte Onofrio sur scène. Pirandello remarque la réaction positive du public à cette fusion de la réalité et du théâtre et est pris d'une inspiration soudaine : il quitte la pièce avant d'avoir pu voir la conclusion de l'affaire.
Six mois plus tard, Bastiano et Nofrio (qui vit avec Santina à Catane) reçoivent une invitation de Pirandello au Teatro Valle, pour assister à la première de sa nouvelle pièce Six Personnages en quête d'auteur ; les deux, qui ne se sont pas vus depuis le soir de la première, se rencontrent dans le train qui les emmène à Rome et ont l'occasion de faire la paix.
La pièce est jouée en mai 1921 et l'on comprend tout de suite que Pirandello s'est inspiré des événements survenus quelques mois plus tôt pour créer un drame novateur, dans lequel le rapport entre le public, l'intrigue et les acteurs est le plus ténu possible..
À la fin de la pièce, une vigoureuse protestation s'élève contre l'auteur, coupable, selon de nombreuses personnes présentes, de les avoir trompés avec une folle pitrerie. Pirandello, accompagné de sa fille, est contraint de s'enfuir, mais avant de quitter le théâtre, il demande au machiniste si les billets aux noms d'Onofrio Principato et de Sebastiano Vella ont été encaissés. L'homme répond qu'il n'a jamais reçu l'ordre d'inviter quelqu'un portant ces noms, ce qui laisse le grand auteur dans le doute. Nofrio et Bastiano, qui s'étaient cachés à cause de la foule, se retrouvent enfermés dans le théâtre romain vide et sombre, où ils peuvent enfin se calmer car « ce qu'ils devaient faire, ils l'ont fait ».
En 1923, Six personnages en quête d'auteur est devenu l'un des plus grands succès de Pirandello et lui a valu le prix Nobel en 1934. Des deux fossoyeurs philodramatiques, il ne reste aucune trace dans les annales et le spectateur ne peut que se demander s'ils ne sont pas, eux aussi, le produit de l'esprit de Pirandello.

## Fiche technique
- Titre original italien : La stranezza[1] (litt. « L'étrangeté »)
- Réalisateur : Roberto Andò
- Scénario : Roberto Andò, Ugo Chiti, Massimo Gaudioso
- Photographie : Maurizio Calvesi
- Montage : Esmeralda Calabria
- Musique : Michele Braga (it), Emanuele Bossi
- Décors : Giada Calabria
- Costumes : Maria Rita Barbera
- Production : Maria Panicucci, Angelo Barbagallo, Attilio De Razza (it)
- Sociétés de production : BiBi Film, Tramp Ltd.
- Sociétés de distribution : Medusa Film, Rai Cinema
- Pays de production :  Italie
- Langue originale : italien
- Format : Couleur
- Durée : 103 minutes
- Genre : Comédie dramatique
- Dates de sortie :
  - Italie : 20 octobre 2022 (Festival du film de Rome) ; 27 octobre 2022
  - France : 9 septembre 2022 (Festival du cinéma méditerranéen de Montpellier 2022) ; 14 janvier 2023 (Festival de Rome à Paris)

## Distribution
- Toni Servillo : Luigi Pirandello
- Salvatore Ficarra (it) : Sebastiano « Bastiano » Vella
- Valentino Picone (it) : Onofrio « Nofrio » Principato
- Giulia Andò (it) : Santina Vella
- Rosario Lisma : Mimmo Casà
- Donatella Finocchiaro : Maria Antonietta
- Aurora Quattrocchi : Nounou Maria Stella
- Galatea Ranzi : Mère
- Fausto Russo Alesi : père
- Aldo Failla : Tano
- Mario Migliucci : régisseur
- Giordana Faggiano : Rosalia « Lietta » Pirandello
- Tuccio Musumeci : Calogero Interrante
- Luigi Lo Cascio : comédien en chef
- Renato Carpentieri : Giovanni Verga
- Angelo Del Romano : première compagnie d'acteurs
- Sara Mennella : femme rieuse
- Tiziana Lodato : prostituée
- Brando Improta : trovarobe

## Production
Le tournage du film a eu lieu principalement en Sicile dans les villes de Palerme, Catane, Trapani et Erice du 7 février au 25 mars 2022.

## Accueil
Au cours de sa première semaine de projection, le film a rapporté 1 106 300 €, ce qui en fait le meilleur démarrage italien de l'année. À la mi-novembre, il dépasse les 4 millions d'euros, ce qui en fait le film italien le plus populaire de 2022. Il termine son parcours cinématographique avec des recettes de plus de 5,5 millions d'euros.

## Distinctions
- David di Donatello 2023 : 
  - Meilleur scénario original
  - Meilleur producteur
  - Meilleur décorateur
  - Meilleurs costumes